# هنری استیرلین
هنری استیرلین (متولد ۲ آوریل ۱۹۲۸ در اسکندریه، مصر) روزنامه‌نگار و نویسنده سوئیسی است. آثار مشهور او دربارهٔ تاریخ هنر و معماری است.